# 밥 앨리슨
윌리엄 로버트 앨리슨(William Robert Allison, 1934년 7월 11일 ~ 1995년 4월 9일)은 미국의 전 프로 야구 선수로, 메이저 리그 베이스볼에서 외야수로 뛰었다. 1958년부터 1970년까지 통산 13시즌 동안 미네소타 트윈스의 전신인 워싱턴 세너터스와 미네소타 트윈스에서 활약했다.